# Železniční trať Havlíčkův Brod – Humpolec
Železniční trať Havlíčkův Brod – Humpolec (v jízdním řádu pro cestující označená číslem 237). Jednokolejná regionální trať. Trať byla zprovozněna roku 1894. Od roku 1899 probíhaly s menšími přestávkami pokusy o prodloužení tratě do Pacova, ty byly ale v roce 1955 definitivně přerušeny stavbou dálnice.

## Navazující tratě

### Havlíčkův Brod
- Trať 225 Veselí nad Lužnicí – Jindřichův Hradec – Horní Cerekev – Kostelec u Jihlavy – Jihlava – Dobronín – Havlíčkův Brod
- Trať 230 Havlíčkův Brod – Světlá nad Sázavou – Čáslav – Kutná Hora hl. n. – Kolín
- Trať 238 Havlíčkův Brod – Žďárec u Skutče – Chrast u Chrudimi – Chrudim – Pardubice-Rosice nad Labem
- Trať 250 (Kúty ŽSR) Lanžhot st. hr. / (Hohenau ÖBB) Břeclav st. hr. – Břeclav – Zaječí – Šakvice – Vranovice – Hrušovany u Brna – Brno-Hor. Heršpice – Brno hl. n. – Brno-Židenice – Tišnov – Křižanov – Žďár nad Sázavou – Havlíčkův Brod

## Stanice a zastávky

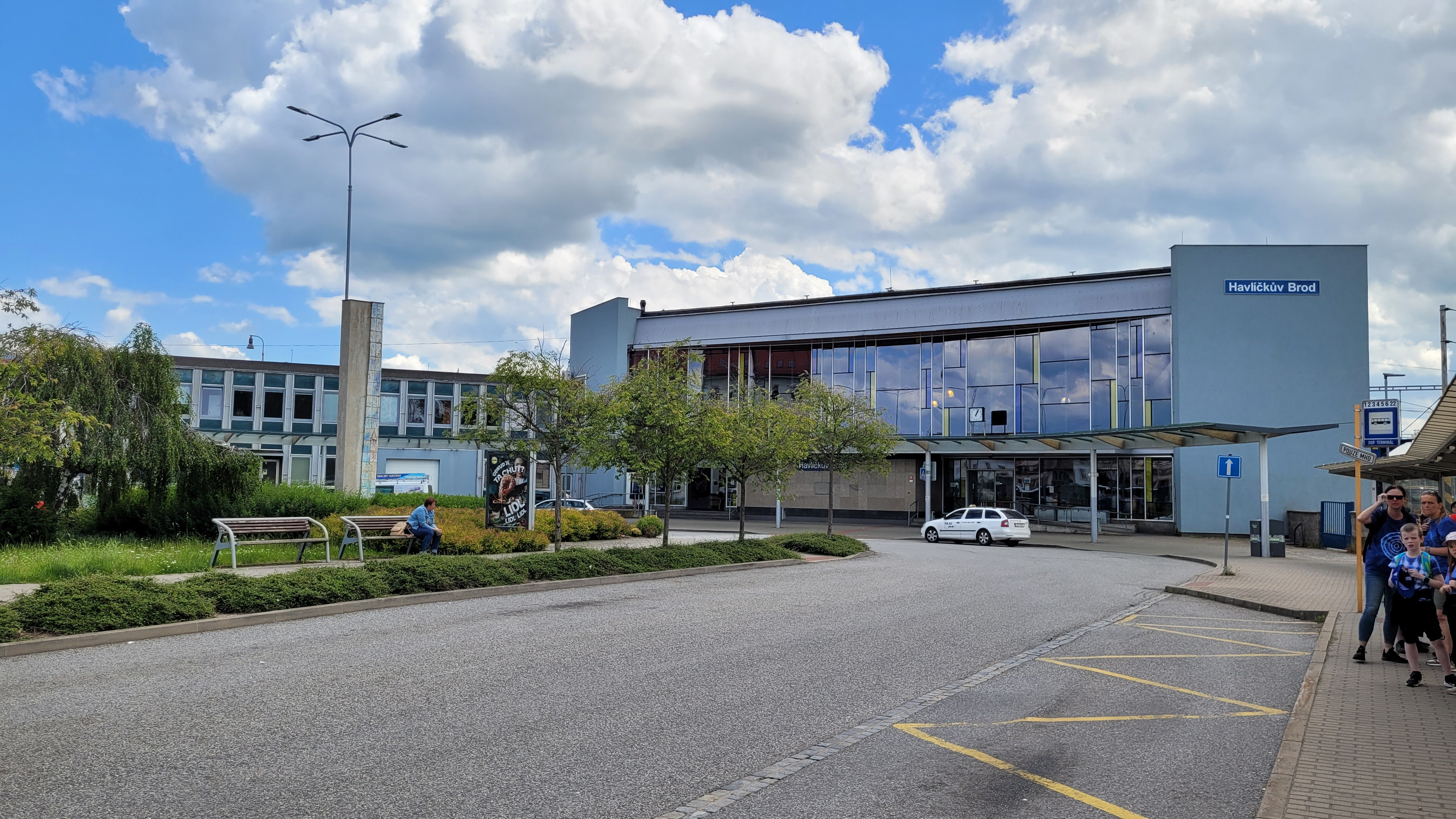
Havlíčkův Brod
Dolík
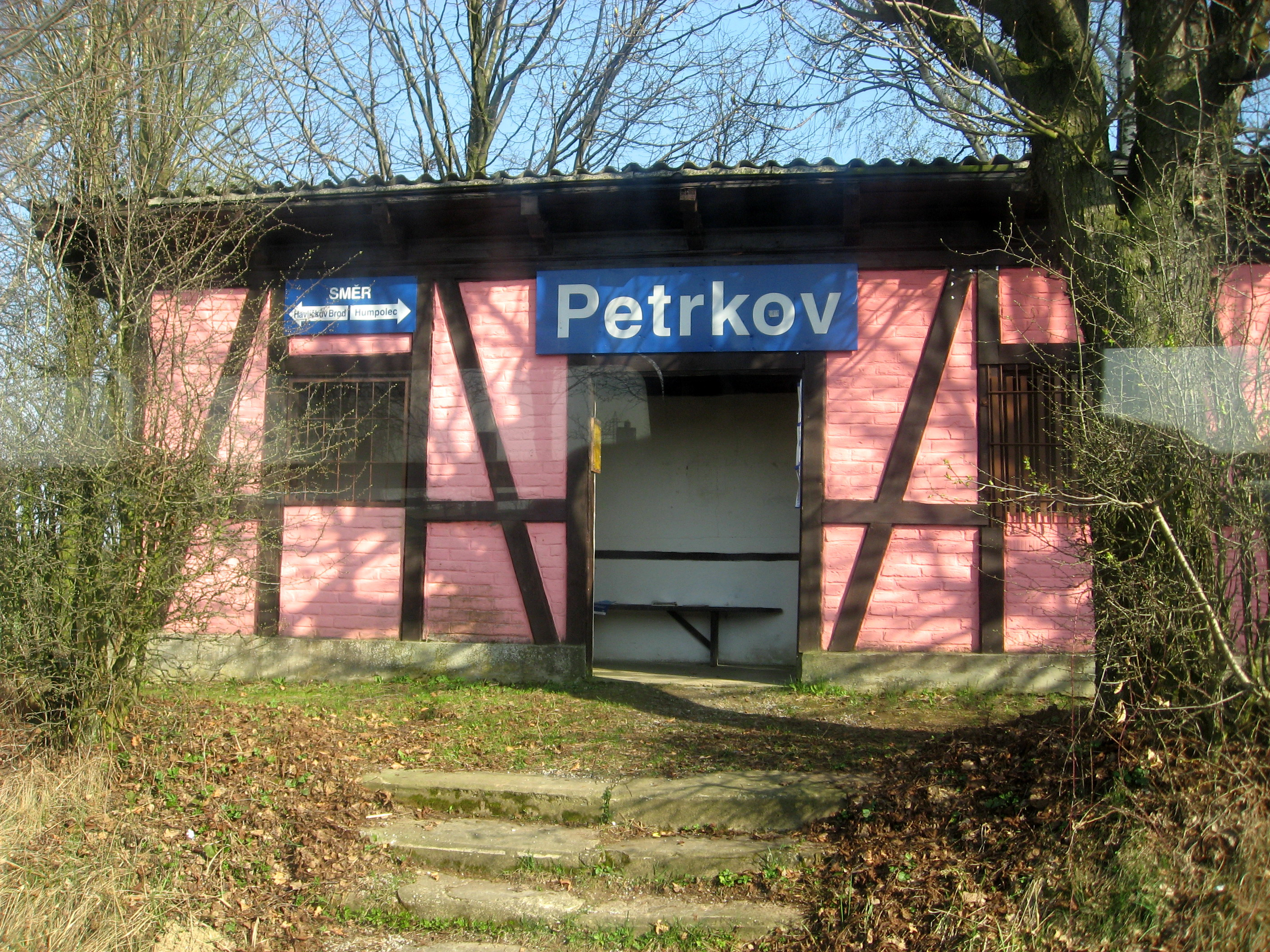
Petrkov
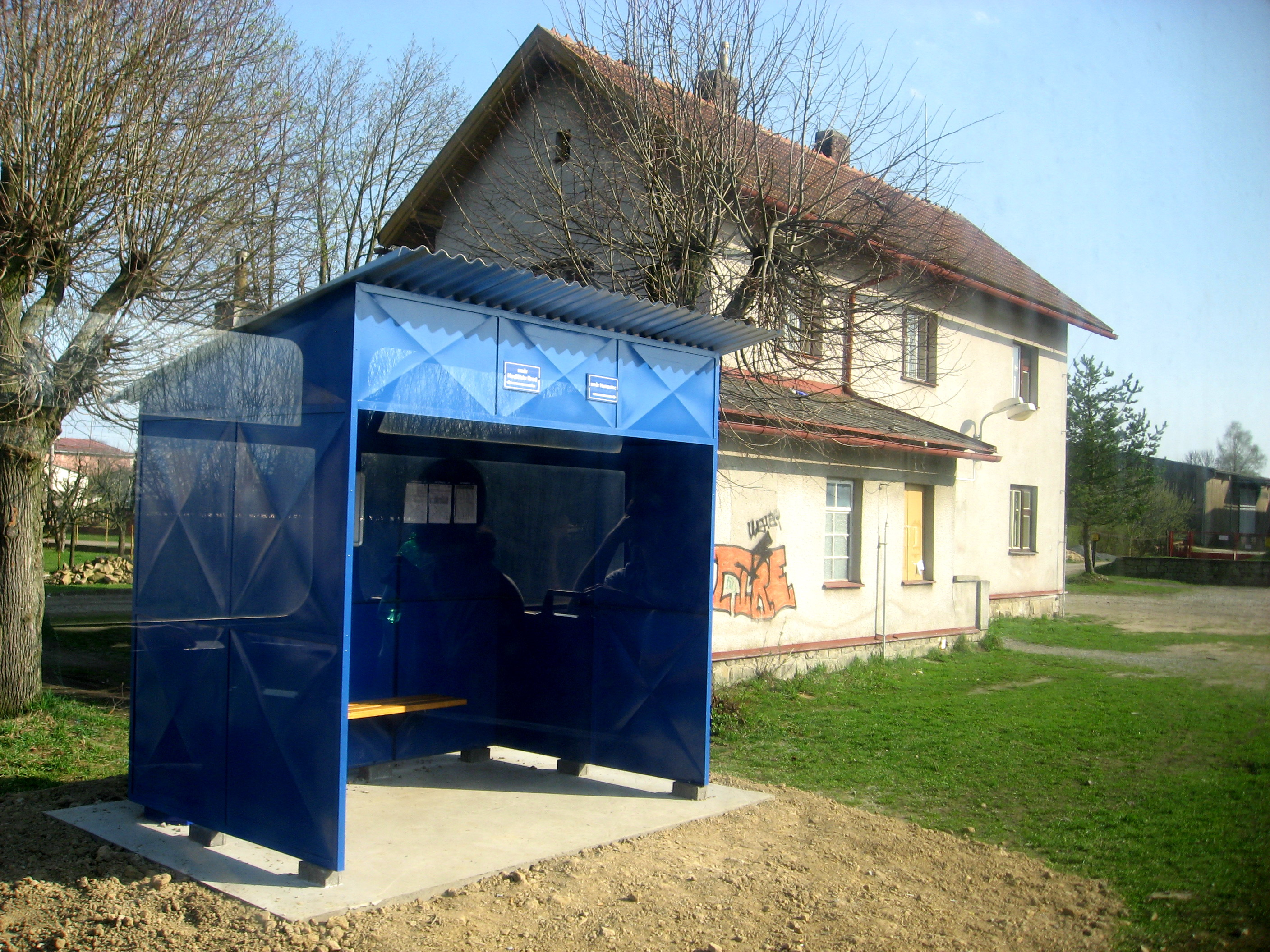
Lípa
Radňov
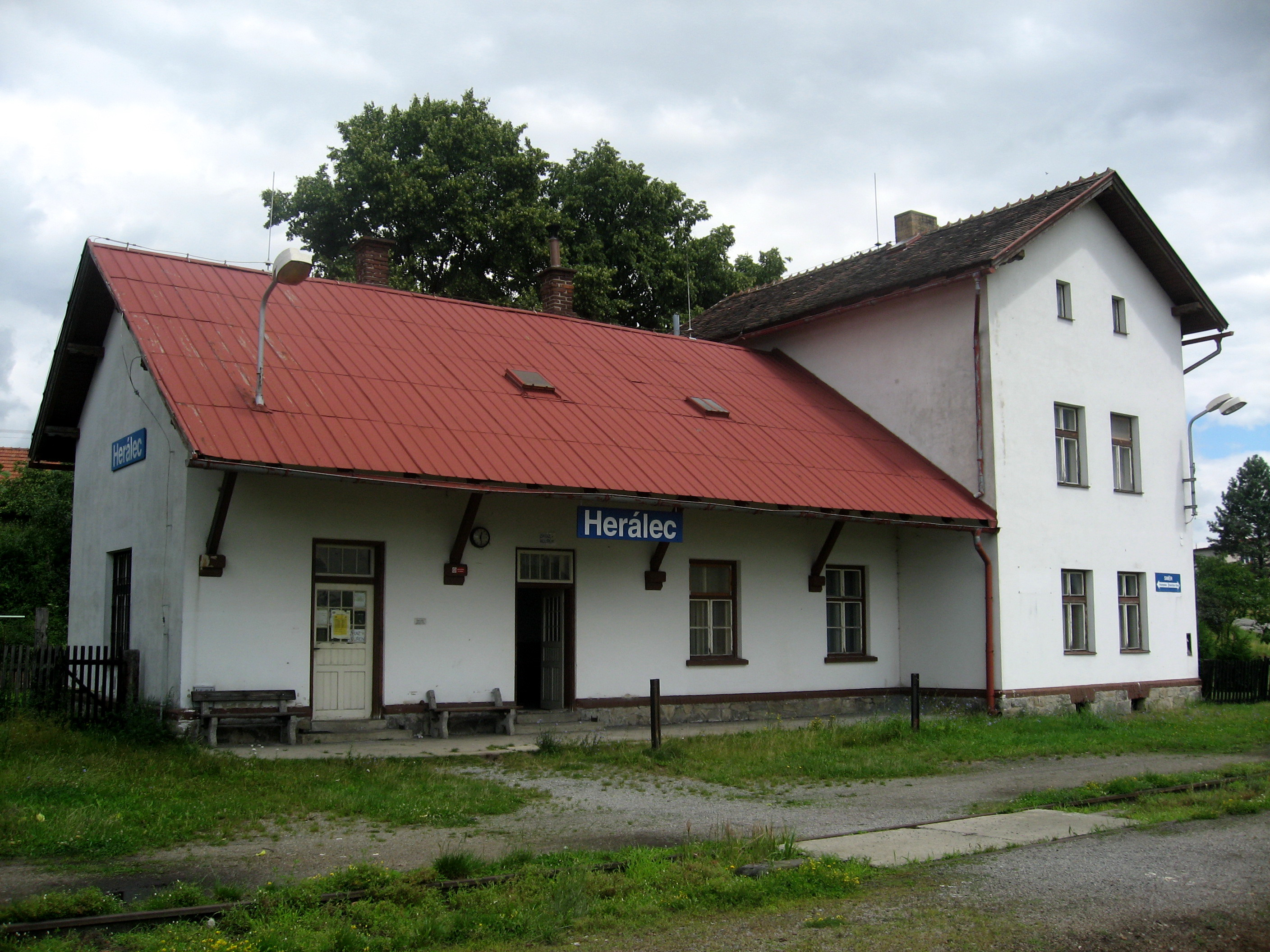
Herálec
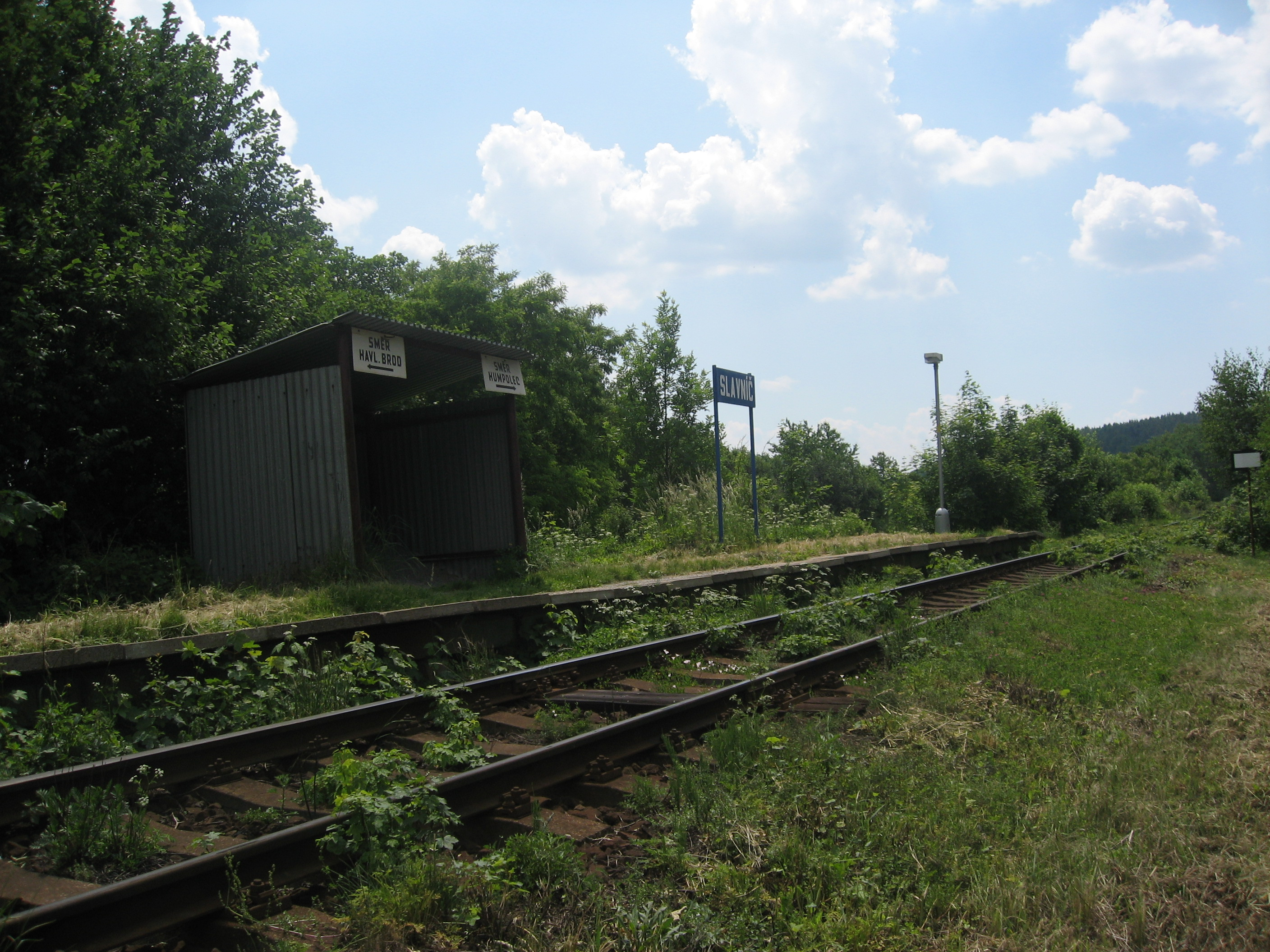
Slavníč
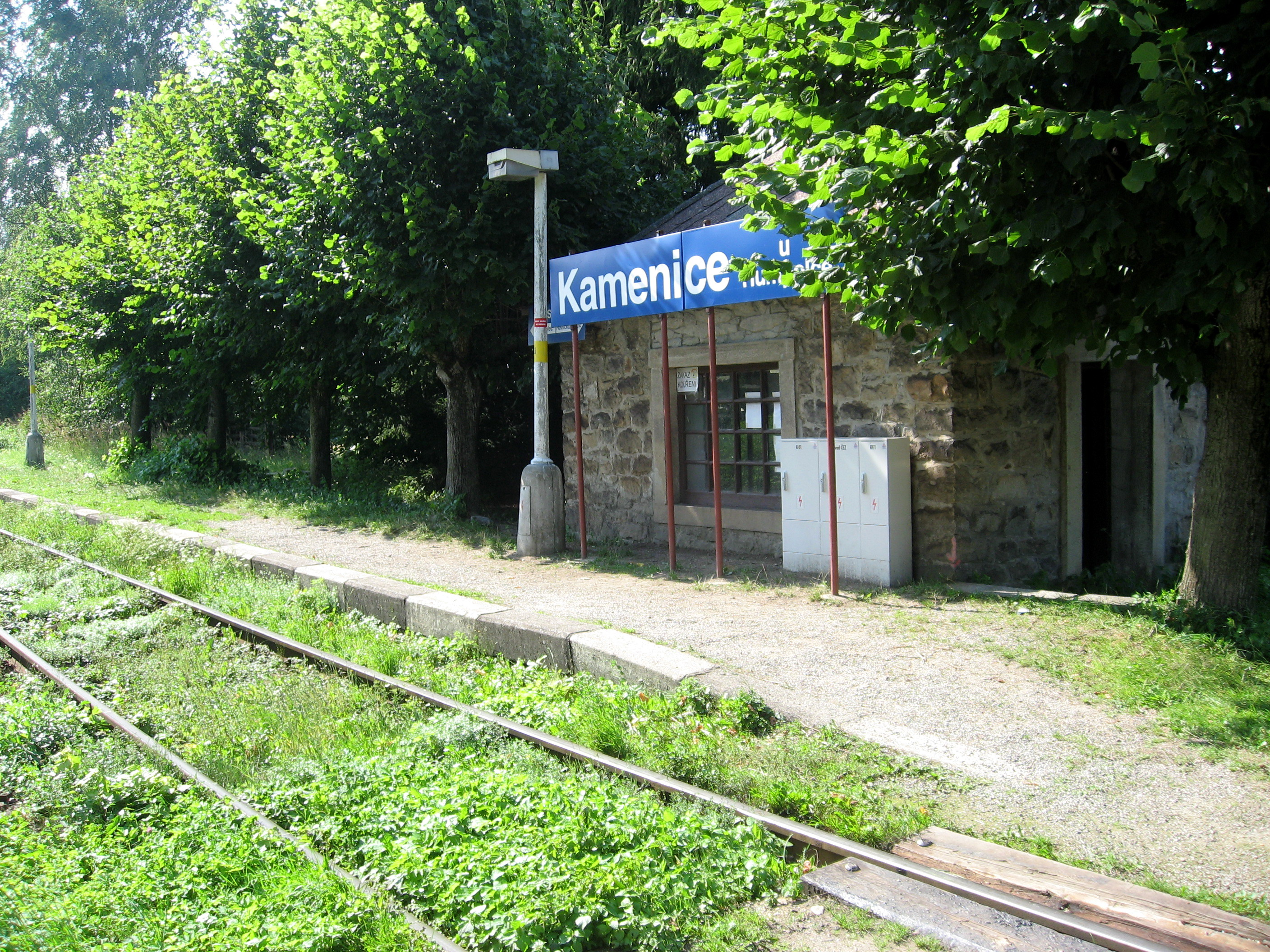
Kamenice u Humpolce
Plačkov
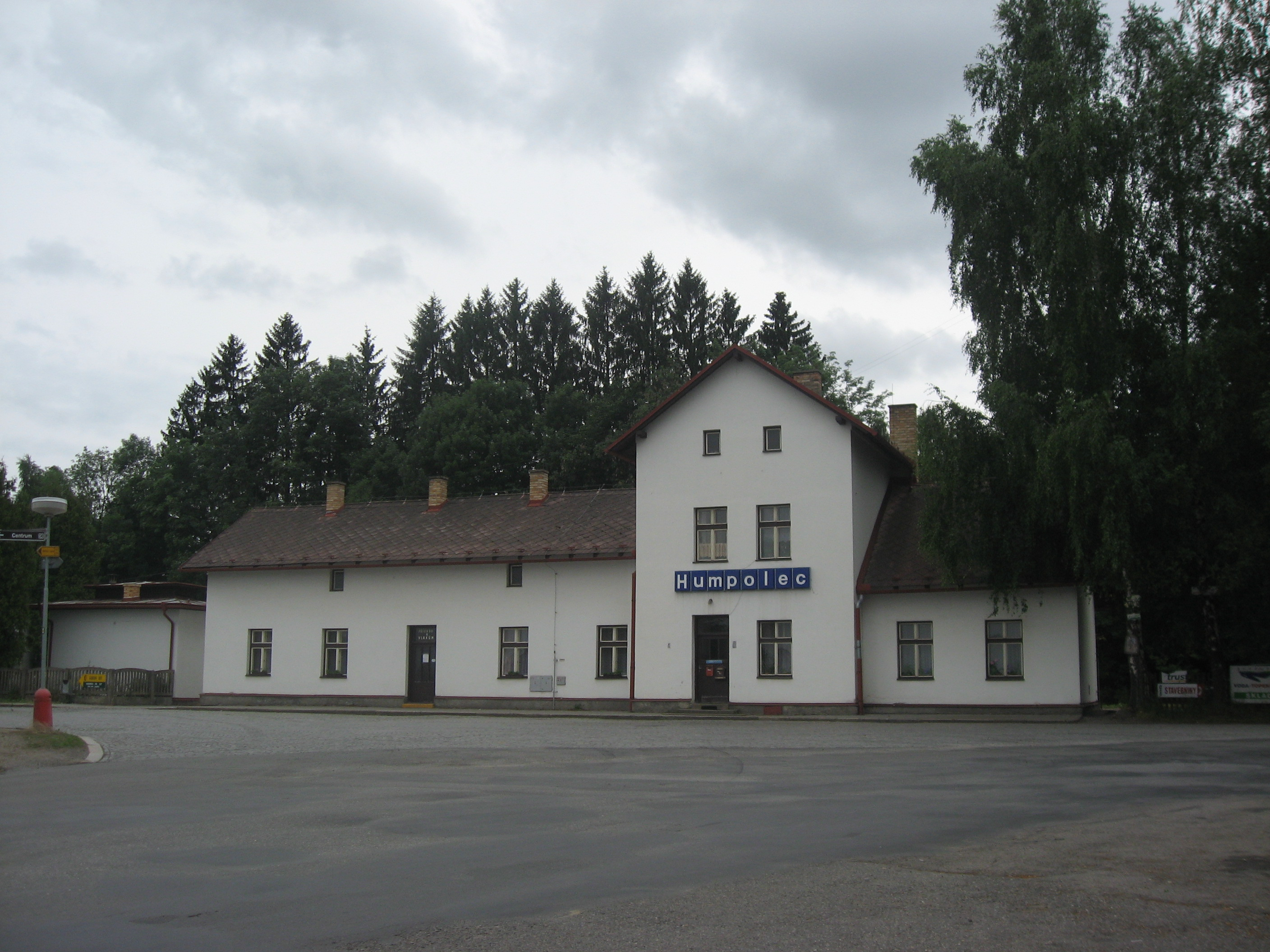
Humpolec